# Osman Đogić
Efendi Osman Đogić, bošnjaški imam, * 2. julij 1963, Mostar, Bosna in Hercegovina (tedaj SFRJ).
Đogić je bil prvi mufti v Sloveniji med letoma 2001 in 2005. Zavzemal se je za gradnjo prve džamije v Sloveniji.